# II. Mátyás magyar király
Habsburg Mátyás vagy Ausztriai Mátyás (Bécs, 1557. február 24. – Bécs, 1619. március 20.), a Habsburg-házból származó osztrák főherceg, német, magyar és cseh királyi herceg, aki II. Mátyás néven magyar király 1608-tól, I. Mátyás néven német király, német-római császár és Ausztria uralkodó főhercege 1612-től, valamint cseh király 1611-től haláláig. Mátyás II. Miksa német-római császár, magyar és cseh király és Habsburg Mária spanyol infánsnő hetedik fiúgyermeke volt. Felesége unokahúga, Habsburg–Tiroli Anna lett, akitől nem született gyermeke, így örököse unokaöccse, Ferdinánd főherceg lett.

## Út a hatalomig
II. Miksa császár (1527–1576) és Habsburg Mária spanyol infánsnő (1528–1603) harmadik fia, egyébként ötödik gyermeke. Mátyás főherceg mindenáron hatalomra akart kerülni, ám a bátyja, II. Rudolf császár által javasolt utat, miszerint egyházi hercegséget kellett volna vállalnia, nem volt hajlandó követni. A németalföldi szabadságharc során a déli, katolikus tartományok tárgyaltak vele, mire ő titokban odautazott. 1578-ban meg is választották helytartónak. Jogköre azonban igen korlátozott volt, ráadásul a tartományokat sem sikerült megtartania.
Kegyvesztetten Linzben kellett letelepednie, azonban ifjabbik bátyja, Ernő főherceg 1595-ös halála után megszerezte a felső- és alsó-ausztriai hercegségeket. Mivel Rudolf császár Prágában rendezte be székhelyét, Mátyás főherceg meglehetős önállósághoz jutott. A tizenöt éves háborúban Mátyás lett a magyarországi keresztény hadak fővezére, ám sem katonai, sem politikai sikereket nem tudott elérni. Fővezéri működése alatt, 1596-ban császári zsoldosok feladták a stratégiailag fontos Eger várát. Mátyás három hadjáratot szervezett a török kézen lévő Budavár visszafoglalására (1598-ban, 1602-ben és 1603-ban), mindháromszor sikertelenül. Viszont eredményesen foglalta vissza Székesfehérvárt 1601 szeptember 20-án és vette fel eredményesen a harcot a város felmentésére érkező jelentős túlerőben lévő török sereggel a Fehérvár körüli ütközetekben. Nagy botrányt kavart, amikor 1604-ben az országgyűlés határozatai közé beiktattak egy XXII-es számmal ellátott törvénycikket, ami a vallásügyek tárgyalásának jogát kivette az országgyűlés kezéből, miközben megerősítette a Habsburg-uralkodók minden eddigi, katolicizmust támogató törvényét.
II. Rudolf egyre betegesebb lett, és üldözési mániája is elhatalmasodott rajta ekkorra. 1606-tól kezdve Mátyást a fivérei már a Habsburg-dinasztia fejének tekintették, ezt 1608-ban valóra is váltotta. Rudolf engedélye nélkül januárban összehívta a pozsonyi országgyűlést, ahol a magyar, felső- és alsó-ausztriai rendek konföderációra léptek a császár lemondatására. Később a morva rendek is csatlakoztak, Mátyás pedig seregeik élén betört Csehországba. Rudolf lemondott a Magyar Királyságról és az osztrák örökös tartományokról, cseh királyi és német-római császári címét azonban megtartotta. Mátyás a malosevicei mezőn vette át bátyja küldöttségétől a Szent Koronát.

## Uralkodása

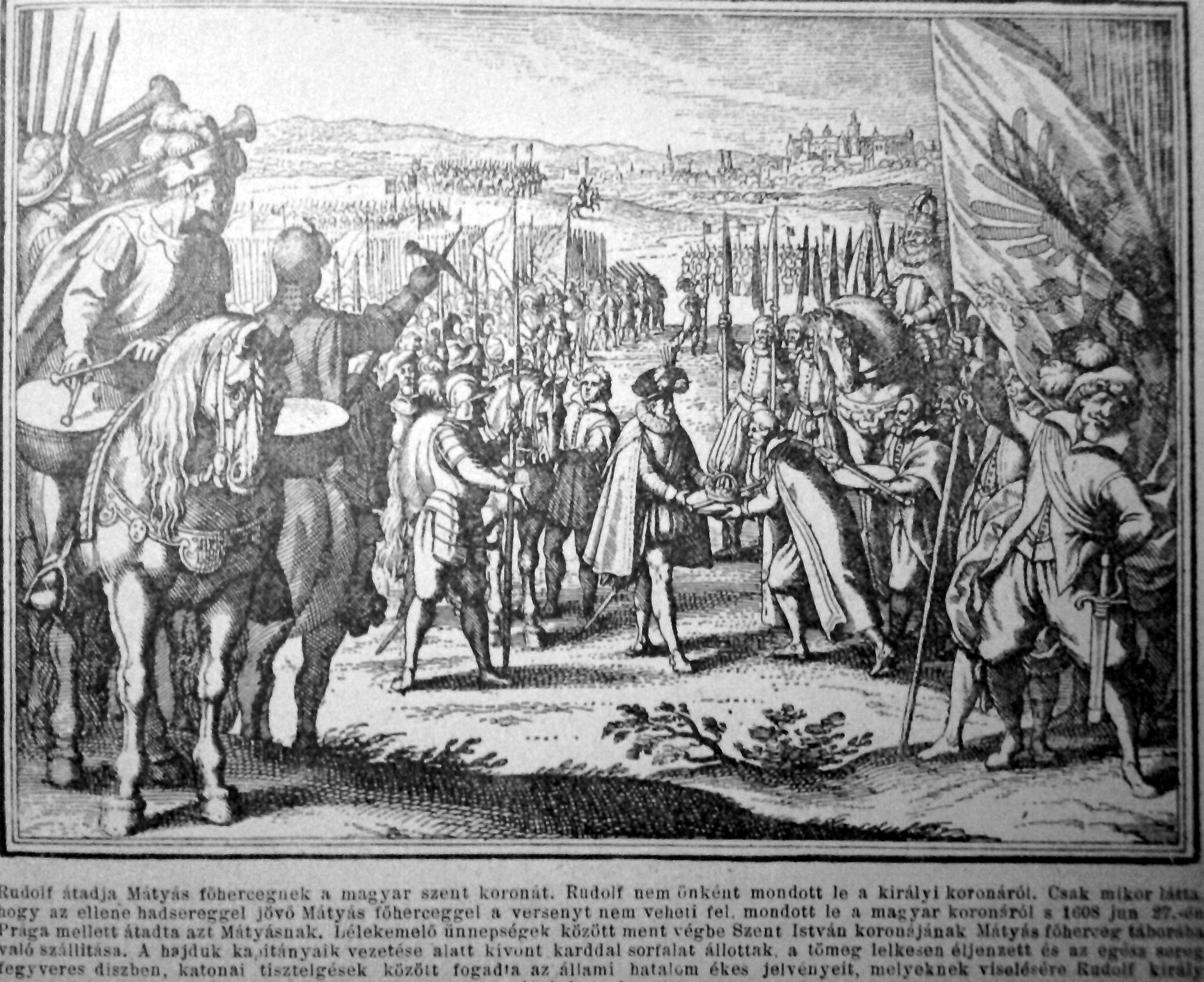
II. Rudolf átadja a koronát Mátyásnak Prága mellett

### Magyarországon
II. Mátyást 1608. november 19-én koronázták magyar királlyá a Szent Koronával Pozsonyban. (Érdekesség, hogy ekkor említik először a piros-fehér-zöld magyar nemzeti színű díszítéseket). Miután Mátyás „kiütötte Rudolfot a nyeregből”, azt szerette volna, ha magyar rendek minden további vita nélkül királlyá koronázzák őt. A rendekhez intézett előterjesztésében is így kérte, nem pedig királlyá választását. A választás kifejezést ugyanúgy kerülte, mint apja és nagyapja, mikor utódaik megkoronázását sürgették. A rendek kihasználták helyzeti előnyüket, ezért Mátyás szentesíteni kényszerült a szabad vallásgyakorlatot, az országgyűlés és a nádori tisztség reformját, a jobbágyköltözést pedig a vármegyék hatáskörébe helyezte. Megerősítette az annak idején Bocskai Istvánnal kötött bécsi békét és garantálta a hajdúk privilégiumait. Az új magyar nádor, Illésházy István, majd annak rövidesen bekövetkező halála után utódja, a protestáns Thurzó György (1609–1616) szintén a vallásbékéért szállt síkra. A rendek jól körülbástyázták a rendi jogaikat, amelynek köszönhetően Magyarországon újra virágkorát élhette a rendi dualizmus.
Az Erdélyi Fejedelemséggel szemben kezdetben baráti politikát folytatott: 1611-ben Tokajban „örök béke” született Magyarország és Erdély között. Ennek ellenére 1614-ben Mátyás pénzt kért az osztrák rendektől a linzi gyűlésen a Bethlen Gábor elleni harcra. A fejedelemmel mégis kénytelen volt kiegyezni 1615-ben Nagyszombatban, amikor is elismerte Erdély fejedelemválasztó jogát. Bethlen viszonzásul elismerte, hogy fejedelemsége a magyar korona alá tartozik, és titkos szövetségi és segítségnyújtási szerződést is kötött Mátyással. Ő azonban 1616-ban másodszor is Bethlen ellen fordult: homonnai Drugeth Györgyöt, Zemplén vármegye főispánját léptette fel trónkövetelőként. A kísérlet hamar kudarcot vallott, és az erdélyi seregek végigdúlták Felső-Magyarországot.

### Magyarországon kívül
Mivel a Mátyást hatalomra segítő „nemzetközi” rendi konföderáció tovább működött, visszafogva esetleges túlkapásait, sikerült nyomást gyakorolni a királyra, aki Ausztriában és Morvaországban is elfogadta a vallásszabadságot engedélyező törvényt.
A rendek támogatását élvezve 1611-ben Mátyás a cseh királyi címéről is lemondatta bátyját, aki 1612. január 20-án elhunyt. Mátyást ekkor Frankfurtban császárrá koronázták, amely alkalomból több hajdúváros kiváltságait megerősítette.

## Trónutódlás
II. Mátyás elég későn, 54 évesen nősült 1611-ben. Választottja unokahúga, Tiroli Anna főhercegnő (1585–1618) volt, ám nem született gyermekük. Az idősödő, testileg és szellemileg mindinkább megviselt uralkodó 1617-ben kénytelen volt örökösévé kinevezni unokaöccsét, Belső-Ausztria tartományurát, Stájerország hercegét, Ferdinánd főherceget, akit még Mátyás életében, 1618. július 1-jén koronáztak magyar királlyá Pozsonyban. Ferdinánd minden téren éreztette az egyre betegebb, és mindinkább magatehetetlenebb nagybátyjával szemben, hogy nem sok van már hátra számára, és hogy mennyire nem ért egyet politikájával. Mátyás akarata ellenére leváltotta Khlesl bíborost, és minden fórumon éreztette vele, hogy már útban van. Mátyás felesége ezt, egyszer meg is jegyezte gúnyosan: „A császár tovább él, mint Kedveltséged szeretné; a jámbor untatja Kedveltségedet.” A többségében protestáns magyar rendek félelemmel tekintettek Ferdinánd főhercegre, hiszen közismert volt erős katolikus vallásossága és türelmetlensége. Ugyanebben az évben iktatták volna be Csehországban is, azonban a protestáns cseh rendek fellázadtak a jezsuita befolyás alatt álló Ferdinánd ellen, amivel kitört a harmincéves háború. II. Mátyás 1619. március 20-án hunyt el, a bécsi kapucinusok templomának császári kriptájában helyezték örök nyugalomra.

## Titulusai

### Címei
Örökös címei:
- Ausztria főhercege
- Habsburg fejedelmi grófja
- Német, magyar és cseh királyi herceg

Ausztria uralkodó főhercege mint I. Mátyás: 1608. június 25. – 1619. március 20.
Magyarország királya mint II. Mátyás: 1608. június 25. – 1619. március 20.
- Horvátország, Dalmátország, Szlavonország, Ráma, Szerbország, Galiczia, Lodoméria, Kunország, Bolgárország királya

koronázása: Szent Márton-dóm, Pozsony, 1608. november 19.
Csehország királya mint II. Mátyás: 1611. március 11. – 1619. március 20.
koronázása: Szent Vitus-székesegyház, Prága, 1611. május 23.
A Szent Német-római Birodalom császára mint I. Mátyás: 1612. június 13. – 1619. március 20.
- Német király

koronázása: Szent Bertalan-dóm, Frankfurt, 1612. június 26.

### Címerei
|                                                                 |                                                         |                                                        |
| Mátyás aranypajzsos címere mint német-római császár (1612–1619) | Mátyás középcímere mint német-római császár (1612–1619) | Mátyás nagycímere mint német-római császár (1612–1619) |